# Netherhall House
Netherhall House es una residencia universitaria masculina ubicada en Hampstead, —noroeste de Londres—. Fue fundada en 1952, y promovida por la Prelatura del Opus Dei. En 1966 la Reina Madre inauguró la zona antigua y en 1995 Catalina, duquesa de Kent, inauguró la zona moderna.

## Descripción general
Netherhall House es una obra corporativa del Opus Dei, una prelatura personal de la Iglesia Católica. Tiene capacidad para doscientos residentes, la mitad de los cuales son ingleses, mientras la otra mitad proceden principalmente de países africanos y asiáticos. También acoge a centenares de universitarios de todas las religiones y orígenes que usan las diversas instalaciones y servicios: biblioteca, salas de ordenadores y portátiles, sala de lectura de periódicos, campo deportivo propio al aire libre utilizado principalmente para fútbol sala y baloncesto, salas de práctica musical, varios salones y salas comunes, auditorio y gimnasio.
Hay una variedad de actividades diferentes que se ofrecen a los residentes, incluida una obra de teatro anual que se presenta en el auditorio de la universidad. Dicho auditorio se utiliza también para organizar conciertos de música clásica gratuitos para los residentes y el público en general cada trimestre, con actuaciones tanto de residentes como de músicos de otros lugares. Durante el período lectivo se organizan cursos y seminarios relacionados con materias muy diversas: ciencia, filosofía, historia, comunicación. Un aspecto social clave de la casa son las reuniones diarias después de las comidas.
Cuenta así mismo con un capellán que también es miembro de la capellanía de la Universidad de Londres.

## Historia
Michael Richards (Londres) y Richard Stork (Madrid) fueron los primeros ingleses que se incorporaron al Opus Dei en 1950. Siguiendo una sugerencia de Josemaría Escrivá, ambos se trasladaron a Hampstead, Londres (abril de 1952). A ellos, se unió posteriormente el farmacéutico Juan Antonio Galarraga. Desde Madrid, llegaron un grupo de mujeres encabezadas por Carmen Gutiérrez Ríos (junio de 1952) que se encargaron de la administración doméstica de Netherhall House.
Netherhall House, situado en las proximidades de la estación de metro de Finchley Road —noroeste de Londres—, comenzó su andadura en 1952 acogiendo a veinticinco residentes, estudiantes de la Universidad de Londres y de otras instituciones universitarias de la capital británica. Durante los primeros cincuenta años de historia, la mitad de los 3.000 colegiales que han pasado por allí han sido extraeuropeos. Procedentes de más de cincuenta países, muchos no eran cristianos. Sólo la mitad de los residentes son católicos.
Se comenzó utilizando los edificios victorianos, que estuvieron en uso desde 1952. En los años sesenta, en un momento en el gobierno británico estaba interesado en la formación de las élites intelectuales y políticas de sus colonias y excolonias, se realizó una primera reforma (1966) que fue inaugurada por la Reina consorte, madre de Isabel II; y posteriormente el secretario general de la Commonwealth, Emeka Anyaoku, colocó la primera piedra para la segunda fase (1993), siendo inaugurado este nuevo proyecto por la duquesa de Kent (1995).
Josemaría Escrivá visitó Nethehall House en los cinco veranos que pasó en Londres (1958-1962).
Con motivo del 50.º aniversario de Netherhall se celebraron diversos actos (junio y septiembre de 2002), donde cientos de residentes y antiguos residentes asistieron a las celebraciones conmemorativas de la inauguración de la residencia. Entre otros, acudió Malcolm McMahon, obispo de Nottingham, que contó cómo había conocido la residencia en 1965: «Asistí a un curso de retiro para alumnos del St. Aloysius College de Highgate aquí, en Netherhall. Me quedé con una frase de Camino —además de con un ejemplar del libro— que decía: “es preciso que seas hombre de Dios, hombre de vida interior, hombre de oración y de sacrificio. Tu apostolado debe ser una superabundancia de tu vida para adentro”». El 7 de septiembre hubo una segunda convocatoria para aquellos que, por diversas circunstancias, no habían podido asistir a la celebración de junio. En esta ocasión se contó con la presencia del cardenal Cormac Murphy O’Connor, Arzobispo de Westminster.

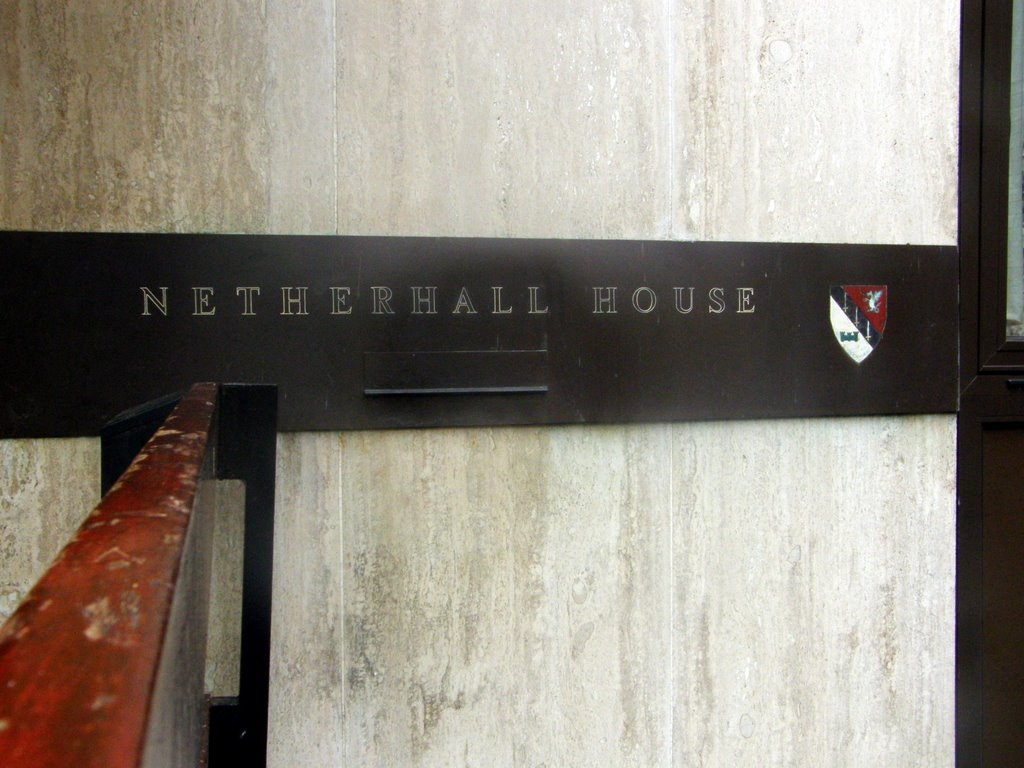
Escudo de Netherhall House en el interior del edificio

## Actividades
Los fines de semana se juega fútbol en el propio campo deportivo de Netherhall o en la cercana colina Primrose. Por lo general, también hay cricket los fines de semana y el campo de deportes se puede usar para jugar baloncesto. Hay un torneo anual de fútbol 5 abierto a equipos de otras residencias de estudiantes y colegios residenciales que se organiza para recaudar fondos para las empresas benéficas de Netherhall.
Varios residentes participan en la organización y funcionamiento de un club juvenil, desde donde realizan visitas a ancianos y a pobres en diferentes residencias, instituciones y hospitales londinenses; dan cursos a millares de bachilleres sobre distintos temas (desde la lengua inglesa o la filosofía china hasta matemáticas, física o historia, entre otras). Así mismo, diversas personalidades británicas participan de manera activa, —dando conferencias, celebrando encuentros con los estudiantes, o colaborando económicamente—, en varias iniciativas culturales de la Residencia. El profesor Logan, Rector Magnífico de la Universidad de Londres, comentó en una visita a la Residencia: «Estoy profundamente impresionado por los resultados obtenidos hasta ahora por Netherhall House y por la viva atmósfera universitaria que habéis sabido crear».

## Residentes Ilustres del Colegio Mayor
Entre otros, han pasado por Netherhall House, las siguientes personalidades:
- Sükhbaataryn Batbold
- Sailosi Kepa
- Vanu Gopala Menon
- Ilyas Khan